# Seatree
『seatree』（シーツリー）はandymenteが、開発した非同期型オンライン2D釣りゲームである。 釣りをしたり、釣った魚で合成を行ったりできるコンピューターゲームである。

## 概要
このゲームは、すでに構成されているマップ上で釣りを行ったり釣った魚で合成を行ったりする。
4つの国でできていて、4つの国の中心にある星都ｽﾀｰﾀﾞﾝｽを渡って行き来することができる。
また、インターネット上でプレイするため他のプレイヤーにしぐさを送ったりアイテムを送ったりすることもできる。課金アイテムを使ったりしてゲームの幅を広げることもできる。

## 国と辺境
国
- イリア
- カラン
- ヒルトン
- アスラ
- 星都スターダンス

辺境
- ノーヴ
- バージン
- タナティア
- ポルンガ
- 地球塔
- バニラ
- メイス
- ヘル
- パーシヴァル城
- GG迷宮
- 船
- 星船

### イリア
海の幸に恵まれ、料理や合成のしやすい漁場豊かな地域。

### カラン
山間にある、孤立した過疎集落が出発地点の国。海には遠いものの、山からの渓流には自然豊かで、生き物が多く生息している。

### ヒルトン
森の中にある沼地の上に作られた一大集落からスタート。沼の町の地下には古代遺跡が発見されている。

## 施設

### 競売場
他の人が売りに出したアイテムをゲーム内通貨で購入したり、自分のアイテムを売り出すことができる。(一部売り出せないものがある)

### 釣具屋
料理、釣り具のレシピ、誤解、イズミミズ、なんかの枝の竿が購入できる。

### 依頼所
欲しいアイテムを納品してもらう施設。